# Luleå
Luleå este un oraș în Suedia.
Domeniul clerical Gammelstad din Luleå a fost înscris în anul 1996 pe lista patrimoniului cultural mondial UNESCO.

## Demografie
| \| Evoluția demografică a zonei urbane Luleå, 1970–2015 \| Evoluția demografică a zonei urbane Luleå, 1970–2015 \| Evoluția demografică a zonei urbane Luleå, 1970–2015 \| Evoluția demografică a zonei urbane Luleå, 1970–2015 \| Evoluția demografică a zonei urbane Luleå, 1970–2015 \| \| --------------------------------------------------------------------------------------- \| ---------------------------------------------------- \| ---------------------------------------------------- \| ---------------------------------------------------- \| ---------------------------------------------------- \| \| An \| \| \| Locuitori \| \| \| 1970 \| 1970 \| \| 36.743 \| 36.743 \| \| 1975 \| 1975 \| \| 42.139 \| 42.139 \| \| 1980 \| 1980 \| \| 42.914 \| 42.914 \| \| 1990 \| 1990 \| \| 42.727 \| 42.727 \| \| 1995 \| 1995 \| \| 44.294 \| 44.294 \| \| 2000 \| 2000 \| \| 45.036 \| 45.036 \| \| 2005 \| 2005 \| \| 45.467 \| 45.467 \| \| 2010 \| 2010 \| \| 46.607 \| 46.607 \| \| 2015 \| 2015 \| \| 43.574 \| 43.574 \| \| Sursa: SCB - Statistika Centralbyrån, Folkmängden per tätort. Vart femte år 1960 - 2016 \| \| \| \| \| |      |  |           |        |
| Evoluția demografică a zonei urbane Luleå, 1970–2015 |      |  |           |        |
| An |      |  | Locuitori |        |
| 1970 | 1970 |  | 36.743    | 36.743 |
| 1975 | 1975 |  | 42.139    | 42.139 |
| 1980 | 1980 |  | 42.914    | 42.914 |
| 1990 | 1990 |  | 42.727    | 42.727 |
| 1995 | 1995 |  | 44.294    | 44.294 |
| 2000 | 2000 |  | 45.036    | 45.036 |
| 2005 | 2005 |  | 45.467    | 45.467 |
| 2010 | 2010 |  | 46.607    | 46.607 |
| 2015 | 2015 |  | 43.574    | 43.574 |
| Sursa: SCB - Statistika Centralbyrån, Folkmängden per tätort. Vart femte år 1960 - 2016 |      |  |           |        |